# Paeknyŏn am
Paeknyŏn am (Pustelnia Białego Lotosu 백련암) – koreańska świątynia niemająca statusu klasztoru - pustelnia (kor. am)

## Historia pustelni
W pustelni tej mieszkało wielu znanych mnichów. Związana jest z nią postać mistrza sŏn T'oŏnga Sŏngch'ŏla (1912–1993), patriarchy zakonu chogye. Od 1967 roku aż do śmierci przebywał w niej we względnym odosobnieniu.
Jest najwyżej położoną pustelnią ze wszystkich należących do klasztoru Haein (800 metrów). Leży na terenie Narodowego Parku góry Kaya.

## Adres pustelni
- 118-116 Haeinsa-gil, Gaya-myeon (1 Chiin-ri), Hapcheon, Gyeongsangnam-do, Korea Południowa